# Aborigen australiano
Los aborígenes australianos son, junto con los isleños del estrecho de Torres, los descendientes de los primeros habitantes de Australia y sus islas adyacentes, y han continuado viviendo ahí a lo largo de la colonización europea. Según la legislación australiana, ambos pueblos constituyen el conjunto de los indígenas australianos. El territorio tradicional de los aborígenes australianos se extiende por toda Australia, Tasmania y algunas islas cercanas.
Durante más de 60.000 años estos pueblos habitaron Australia hasta la llegada de los ingleses, momento en el cual la población aborigen australiana constaba de unos 900.000 individuos en todo el Continente. Con la llegada de James Cook y los posteriores ocupantes británicos, que llegaron con la declaración del Gobierno de su Majestad de terra nullius bajo el brazo, la población aborigen (que no era considerada propiamente humana por los colonos) fue aniquilada hasta quedar en 30.000 individuos.[cita requerida] El proceso de colonización británica en Australia fue tan mortífero que bien podría calificarse como genocidio.
En 2016, la población aborigen australiana era el 2,8% y contaba con 649 171 individuos. Se estima que la población indígena australiana (aborígenes e isleños del estrecho de Torres) alcanzaba 984.000 personas en 2021. Representan 3,8% de la población total.

## Aclaraciones sobre la terminología
Si el sentido primero de la palabra "aborigen" define los habitantes nativos de cualquier país, ese término se aplica preferentemente a los habitantes nativos de Australia.
El adjetivo "aborigen" (aboriginal en inglés) aparece en inglés desde el siglo XVII al menos y significa "desde el origen" (ab-origine), derivado del latín. Ha sido usado en Australia para describir a sus pobladores indígenas ya desde el año 1789. Pronto se convirtió en un nombre propio y se empleó para referirse a todos los indígenas australianos. Hay que señalar que, en inglés, el uso de aboriginal como nombre ha adquirido connotaciones negativas, incluso despectivas entre algunos sectores de la comunidad, que lo ven como poco sensible e incluso ofensivo, y tiende a evitarse por las asociaciones históricas hechas con el colonialismo. También la palabra "nativo", que era común en la literatura antes de los años 1960, actualmente se suele considerar ofensiva. El término más aceptado es el sustantivo aborigines. Esta distinción no se aprecia en español, que traduce ambos términos por "aborigen".
Algunos aborígenes a su vez reivindican el uso del término inglés Aborigines (aborigen) con mayúscula, para diferenciarse de los aborígenes de otras partes del mundo y que se les reconozca como un pueblo específico. Este uso de la mayúscula, propio del inglés, no se puede aplicar, sin embargo, al español.
Con motivo de los debates sobre la posible inclusión en la Constitución australiana de los derechos territoriales ancestrales de los aborígenes, la política aborigen Lowitja O'Donoghue abogó a favor del término "aborigen" y rechazó el término "indígena" para referirse a su pueblo, por ser demasiado general.
El Gobierno australiano, de acuerdo con las comunidades autóctonas, emplea desde los años 80 del siglo XX la expresión "indígenas australianos" (Indigenous Australians) para referirse conjuntamente a los aborígenes y a los isleños del estrecho de Torres, y distinguirles de los pobladores coloniales y de otros orígenes.
Los habitantes de las islas del Estrecho de Torres poseen una herencia e historia cultural y social que les diferencia de los aborígenes. Los habitantes de esas islas, en particular de la parte oriental, se relacionan concretamente con el pueblo papuano de Nueva Guinea y hablan lenguas papúes. Por ello no se incluyen bajo la designación de "aborígenes australianos". Este ha sido uno de los factores que han llevado hacia el término, más genérico, de "indígenas australianos".

## Definición del Gobierno australiano
Después de numerosos debates, el Gobierno australiano ha adoptado la siguiente definición:

Un Aborigen o un Isleño del Estrecho de Torres es una persona descendiente de los Aborígenes o de los Isleños del Estrecho de Torres, que se identifica como Aborigen o Isleño del Estrecho de Torres y es aceptado como tal por la comunidad en la que vive.

El color de la piel no se considera un criterio válido para determinar la pertenencia a cualquiera de los grupos indígenas. Se toman en cuenta exclusivamente criterios culturales y sociales. Se prohíbe también matizaciones basadas en el mestizaje. Uno es o no es aborigen, pero no puede ser "medio aborigen"

## Etnicidad

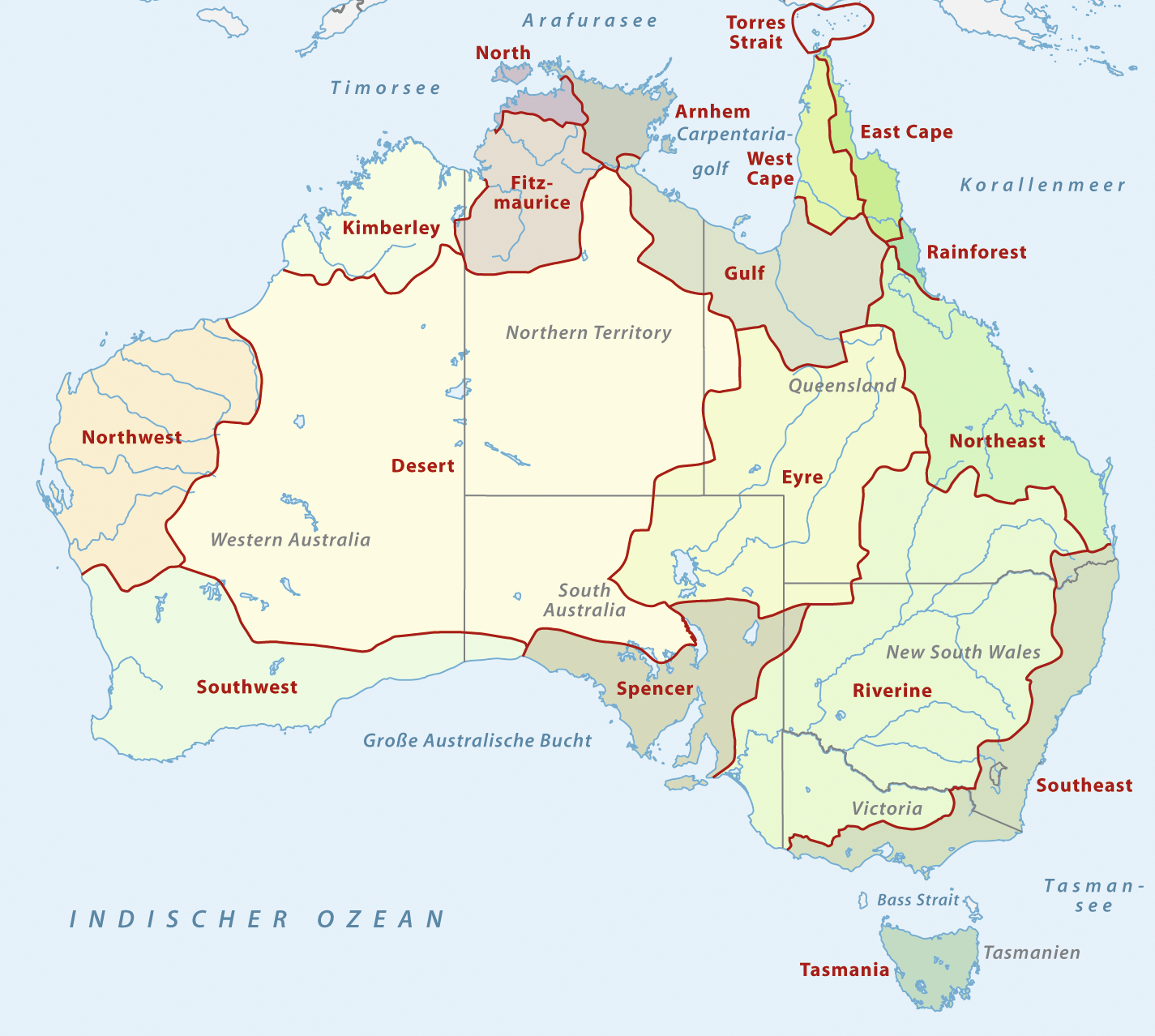
Mapa de las regiones aborígenes de Australia.

Existen más de 400 pueblos aborígenes australianos, cada uno con rasgos culturales diferenciados y una localización geográfica propia. Se les identifica por el nombre de su lengua indígena o por la palabra con la que ellos se autodenominan. Entre los principales tenemos:
- Koori (o Koorie) y Guringai en Nueva Gales del Sur y Victoria
- Murri en Queensland
- Noongar en el sur de la Australia Occidental
- Yamatji en la Australia Occidental central
- Wangkai en los Campos Dorados de la Australia Occidental
- Nunga al sur de la Australia Meridional
- Anangu en la parte norte de la Australia Meridional y en las partes vecinas de la Australia Occidental y del Territorio del Norte
- Arrente en la cordillera MacDonnell.
- Yapa en el territorio del noroeste central
- Yolngu en el este en la Tierra de Arnhem (NT)
- Palawah (o Pallawah) en Tasmania
- Jitajita en Nueva Gales del Sur

Esos grupos pueden ser a su vez divididos en subgrupos. Por ejemplo, los Anangu (que significa 'persona de la región del desierto de la Australia central') incluye las subdivisiones locales Yankunytjatjara, Pitjantjatjara, Ngaanyatjara, Luritja y Antikirinya.

## Lenguas
Antes de la colonización europea, se hablaban más de 250 lenguas aborígenes de Australia, que en el siglo XXI se han reducido a menos de 20 (y algunas en grave peligro de extinción).
Algunos lingüistas consideran que casi todas las lenguas aborígenes están emparentadas, aunque lejanamente, y las clasifican en dos grandes familias: las lenguas pama-ñunganas, habladas en la mayor parte de Australia, y las lenguas no pama-ñunganas, habladas en el norte del país. Pero debido a la dificultad de establecer una filogenia clara, otros estiman que las lenguas aborígenes no forman verdaderas familias lingüísticas, sino que constituyen un Sprachbund, a saber un grupo de idiomas parecidos debido a su proximidad geográfica y a los contactos frecuentes.
Algunas lenguas aborígenes son consideradas como lenguas aisladas, como es el caso de la lengua tiwi hablada en la isla del mismo nombre, en el Territorio del Norte. Respecto a las lenguas de los aborígenes de Tasmania, se conocen demasiado poco para relacionarlas.

## Cultura

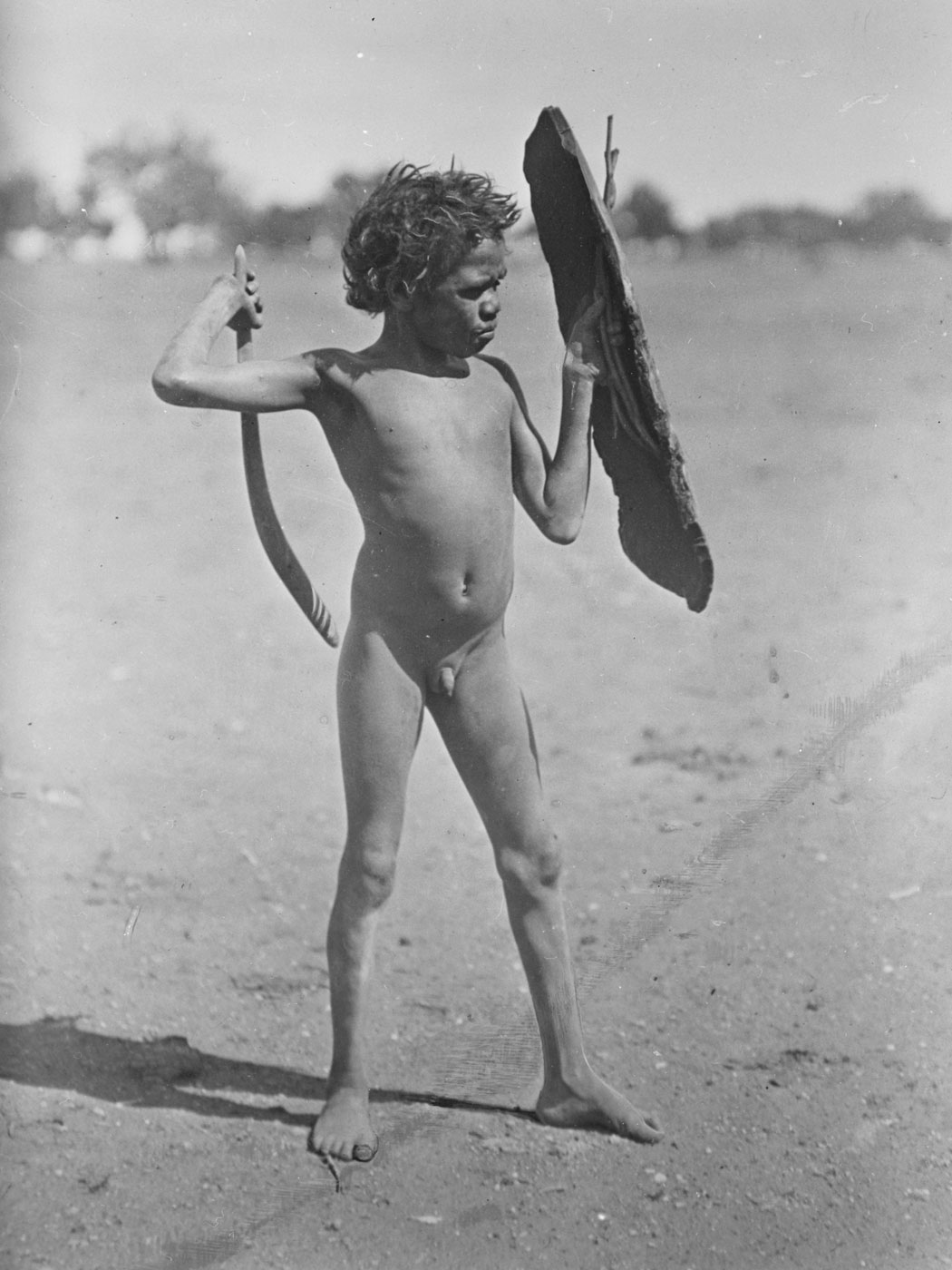
Un niño de la etnia arrente en la región del río Alberga, en Australia Meridional (1920-24).

La cultura aborigen se desarrolló de manera autárquica, dando lugar a una gran variedad de lenguas y culturas con rasgos comunes, y es la cultura viva más antigua del planeta. Los aborígenes llevaban una vida de cazadores-recolectores, y vivían en grupos seminómadas que recorrían amplios territorios cazando con lanzas y bumeranes, pescando en canoas y recolectando frutos y plantas. Al no tener lengua escrita, transmitían su conocimiento por medio de relatos y canciones.

### El Tiempo del Sueño
El Tiempo del Sueño (Tjukurpa en lengua anangu o Dreamtime en inglés) es un conjunto de leyendas aborígenes que explican sus orígenes, sus relaciones con su entorno natural y su futuro. Esta tradición religiosa constituye el núcleo de la cultura aborigen y les sirve de guía en su vida cotidiana. Su lugar sagrado es la formación rocosa llamada Uluru (también conocida como Ayers Rock), clasificada por la UNESCO desde 1989 como sitio natural Patrimonio de la Humanidad, y desde 1994 como sitio cultural.

### Astronomía
Dado que la cultura aborigen australiana es la más antigua de las civilizaciones aún continuadas, se ha dicho que los aborígenes australianos bien podrían haber sido los primeros astrónomos de la historia. Algunos grupos de aborígenes australianos utilizan los movimientos de los cuerpos celestiales como calendario. A menudo se le atribuyen significados religiosos o mitológicos a los fenómenos astronómicos y a los cuerpos celestiales. Hay mucha diversidad de tradiciones astronómicas en Australia, cada una con su particular expresión cosmológica. Sin embargo, parece haber líneas comunes entre los distintos grupos, como son el "Emú en el firmamento" o la Canoa de Orión.

### Música
El más conocido de los instrumentos musicales aborígenes es el didgeridoo, o yidaki, tocado tradicionalmente por los hombres de la Tierra de Arnhem y de la región de Kimberley, en el norte de Australia. Este instrumento se ha divulgado en el mundo entero, y goza de una creciente popularidad entre músicos tanto de música tradicional como de rock, pop y jazz.

### Pintura

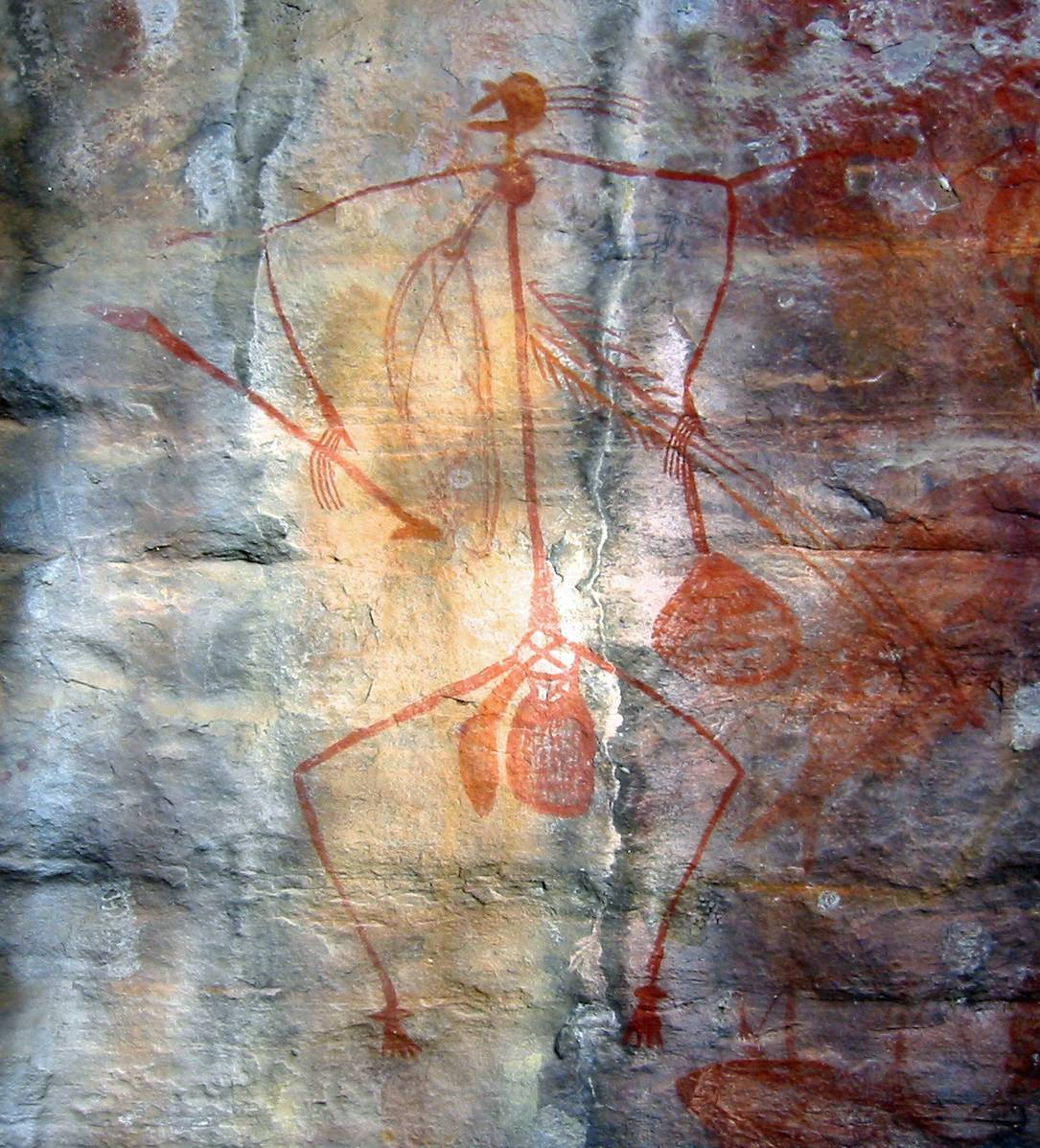
Pintura rupestre aborigen.

La pintura aborigen es un arte de tradición milenaria. Los motivos representados suelen relatar las leyendas del "Tiempo del Sueño", por lo que se ha asimilado a veces a una forma de escritura. Se realiza mayoritariamente sobre rocas, cortezas y telas. Con excepción de las pinturas rupestres, se trataba tradicionalmente de un arte efímero: dibujos en la arena y pinturas corporales.
El pintor aborigen Albert Namatjira (28 de junio de 1902-8 de agosto de 1959) es uno de los pintores australianos más reputados. El estilo de sus acuarelas inspiró la Escuela Hermannsburg de arte aborigen.

### Ordenación
Un estudio documental percibió que mientras el resto de culturas del mundo ordenan en filas o columnas (independientemente del sentido), los aborígenes australianos ordenan con una estructura que se asemeja a una espiral. Estudios empíricos comprobaron que los tiempos de búsqueda eran similares a las ordenaciones en filas o columnas, lo cual es evidencia de un rasgo cultural muy diferenciado. [cita requerida]

### Bumerán
Otro rasgo cultural único en las culturas aborígenes australianas es el uso del bumerán como arma en lugar de armas arrojadizas de un único sentido como las flechas  y lanzas. 
Esto, junto a la ordenación para indicar un vínculo con una cosmovisión más cíclica que el resto de culturas que presentan una cosmovisión más lineales, incluso aquellas donde su religión tradicional es reencarnacionista.

### Deportes
El lanzamiento del búmeran es la práctica deportiva favorita de los aborígenes australianos, seguida por el fútbol australiano, el rugby y el críquet. Desde la década de 1960, se ha ido incrementando el número de deportistas aborígenes olímpicos en distintas disciplinas.

### Cocina aborigen

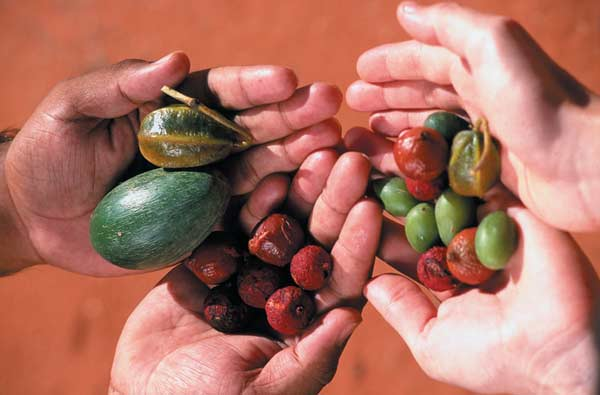
Frutos recogidos en la región de Alice Springs. Las bayas constituyen la base de la alimentación tradicional de los aborígenes australianos.

El bush tucker designa el conjunto de las especies animales y vegetales australianas que permiten al hombre sobrevivir en la naturaleza, y su conocimiento es parte integral de la cultura aborigen. Los alimentos pueden ser asados sobre brasas, o envueltos en cortezas para ser cocidos en hornos excavados en el suelo.
Desde finales del siglo XVIII, la pérdida de sus territorios tradicionales de caza y recolecta impidió que los aborígenes conservaran sus tradiciones alimentarias. Por otro lado, el desprecio manifiesto de los colonos europeos hacia este tipo de alimentación, y la introducción de alimentos nuevos no aborígenes condujo a la progresiva desaparición del bush tucker, especialmente en las zonas altamente pobladas del sureste australiano.
En la década de 1970, varios estudios de botánica y horticultura avivaron el interés por la alimentación tradicional aborigen y la pusieron de moda. A partir de la década de 1990, fue renombrada bushfood y empezó a aparecer en la carta de algunos restaurantes gastronómicos de Sídney, en libros de cocina y en programas culinarios de televisión. La creciente demanda en ingredientes silvestres australianos impulsó entonces la creación de cultivos industriales basados en los conocimientos de los aborígenes, sin que estos participaran de este nuevo y próspero negocio. Desde principios del siglo XXI, algunos organismos australianos están promoviendo la incorporación de las comunidades aborígenes a la producción y comercialización de alimentos tradicionales aborígenes.

## Historia

### Antropología
El origen antropológico de los aborígenes australianos ha suscitado desencuentros entre la comunidad científica durante años. Después de un gran estudio genómico de 152 poblaciones mundiales (Proyecto de Diversidad Genómica de Simons), se ha visto que los aborígenes australianos no comparten parte de su genoma con las poblaciones europeas, asiáticas ni americanas. Más concretamente se ha observado que el 3% del genoma de los australianos proviene de poblaciones que se separaron 10-20 mil años antes que los ancestros de las poblaciones europeas y asiáticas. Además, se ha visto que los descendientes principales del homínido de Denísova en las poblaciones actuales son los papúes y australianos.

### La Australia aborigen
Se piensa que hacia 40.000-50.000 años atrás, en el Pleistoceno, llegaron los primeros australianos procedentes del sureste de Asia. Aquellos primeros pobladores habrían viajado de isla en isla, utilizando los puentes terrestres que unían muchas de ellas en aquella época, y recorriendo cortos tramos marítimos hasta alcanzar el extremo oriental de las Islas Menores de la Sonda y la isla de Nueva Guinea, para luego desplazarse por la plataforma continental australiana, por entonces encima del nivel de los mares. Los restos humanos más antiguos encontrados hasta la fecha, el Hombre de Mungo, datan de hace 50.000 años pero los expertos consideran que las primeras migraciones humanas podrían remontar hasta hace 125.000 años, aunque esta fecha sea discutida. Los restos del Hombre de Mungo fueron encontrados en Nueva Gales del Sur, a unos 3000 km de la costa norte de Australia donde se piensa que se realizaron los primeros asentamientos humanos.
Un estudio reciente del genoma aborigen australiano, a partir de muestras de pelo de un aborigen que vivió hace 100 años, ha mostrado que estos migraron desde África hace entre 62.000 y 75.000 años, en una primera ola de dispersión humana hacia Asia que se produjo antes de los movimientos de población que se dividieron en las poblaciones europea y asiática, hace entre 25.000 y 38.000 años. Llegaron hasta Australia donde han permanecido desde entonces, y constituyen probablemente una de las más antiguas poblaciones continuas que existen fuera de África. Olas migratorias posteriores reemplazaron parte de esta primera ola de dispersión pero se puede considerar a los aborígenes así como a otras poblaciones minoritarias de Filipinas, India y Papúa Nueva Guinea, como poblaciones relictas de la primera ola de dispersión. Estos datos concuerdan con los hallazgos arqueológicos en esta zona así como con los estudios de ADN mitocondrial.
Cuando los ingleses llegaron a Australia, a finales del siglo XVIII, se estima que había entre 300.000 y 750.000 aborígenes, repartidos en unas 250 naciones concentradas sobre todo en el sur y en el este del país. La mayor densidad de población aborigen se encontraba en el valle del río Murray. Esas naciones estaban unidas por alianzas, y cada una tenía sus propias costumbres y su propia lengua. Cada nación se componía de varios clanes cuyo número podía variar de 5 o 6 hasta 30 o 40.

### sigloXVIIIyXIX: la colonización británica
En 1770, el capitán James Cook tomó posesión de las dos terceras partes de Australia en nombre de la corona del Reino Unido, basándose en el principio de Terra nullius, que presuponía que la tierra no tenía dueño.
En 1788, se inició la colonización británica con el desembarco en la actual Nueva Gales del Sur de la First Fleet (Primera Flota), una flota de 11 navíos con casi 1.500 personas a bordo. Eran presos deportados que habían sido autorizados a fundar una primera colonia penitenciaria.
Ante la llegada repentina de los colonos británicos, los aborígenes tuvieron reacciones diversas, pero se volvieron inevitablemente hostiles cuando tuvieron que competir por conservar sus recursos vitales, y cuando asistieron a la ocupación y secuestro de sus territorios según iba avanzando la "frontera" hacia el interior del continente. Para los colonos, se podía expulsar a los aborígenes de las tierras que querían destinar a la agricultura y a la ganadería, porque eran nómadas e ignoraban el concepto de posesión de la tierra. Pero la cultura aborigen estaba intrínsecamente relacionada con la tierra en la que vivían, por lo que al tener que abandonar sus territorios tradicionales no podían mantener las prácticas sociales y espirituales que aseguraban la cohesión de los clanes y las interrelaciones entre los grupos. Además de la desestructuración de la sociedad aborigen, la pérdida de sus territorios de caza y de recolección provocó graves hambrunas.

#### Enfermedades
Al año siguiente de la llegada de los primeros colonos, una epidemia de viruela acabó con la vida del 90% del pueblo aborigen darug que habitaba la región. Los británicos atribuyeron más adelante la epidemia a pescadores macasares procedentes de las islas Célebes, aunque no se avistaron embarcaciones macasares más allá de las regiones del norte de Australia hasta 1869.
Las enfermedades europeas que los colonos traían consigo (como la viruela, la varicela, el sarampión, la gripe y la tuberculosis) acabaron con la vida de miles de aborígenes. En las regiones donde cohabitaban ambas comunidades, las enfermedades venéreas redujeron gravemente la tasa de fertilidad y la tasa de natalidad aborígenes. Con los colonos, los aborígenes descubrieron también el alcohol, el tabaco y el opio; el abuso de sustancias tóxicas que se generalizó a lo largo del siglo XIX sigue siendo un problema muy extendido entre las comunidades indígenas australianas del siglo XX.
Los efectos combinados de las enfermedades, de la pérdida de sus tierras y de la violencia directa redujo la población aborigen en un 90% entre 1788 y 1900.

#### La resistencia aborigen
A diferencia de Nueva Zelanda, donde el tratado de Waitangi fue percibido como una legitimación de la colonización, en Australia no se firmó ningún tratado con los pueblos autóctonos, y estos nunca permitieron ni aceptaron la colonización de su país. El único caso documentado de pacto con las poblaciones autóctona fue el conocido como Tratado de Batman, por el que el granjero y hombre de negocios John Batman compró 2.000 km² al pueblo Wurundjeri en 1835, en la región de Port Phillip. El gobernador de Nueva Gales del Sur anuló dicho trato por contravenir la doctrina Terra nullius.
Si no hubo guerra de conquista propiamente dicha, los británicos tuvieron sin embargo que enfrentarse a muchos episodios de resistencia. Entre 1790 y 1802, Pemulwuy, un aborigen de etnia Bidjigal o Bediagal, llevó a cabo repetidos ataques contra asentamientos británicos, generalmente en respuesta a asesinatos de aborígenes o los sistemáticos secuestros de niños por parte del Gobierno australiano. Fue abatido en 1802, y es considerado como el primer héroe de la resistencia aborigen.
Entre las luchas de las muchas comunidades aborígenes que se opusieron al avance de los colonos, destaca también la de los noongar liderada por Yagan, que fue abatido en 1833.
A partir de 1813, cuando los británicos franquearon las Montañas Azules de Nueva Gales del Sur para adentrarse en el territorio de los Wiradjuri, estos les opusieron una fiera resistencia, hasta que Windradyne, su jefe, acabara pactando con el gobernador inglés.

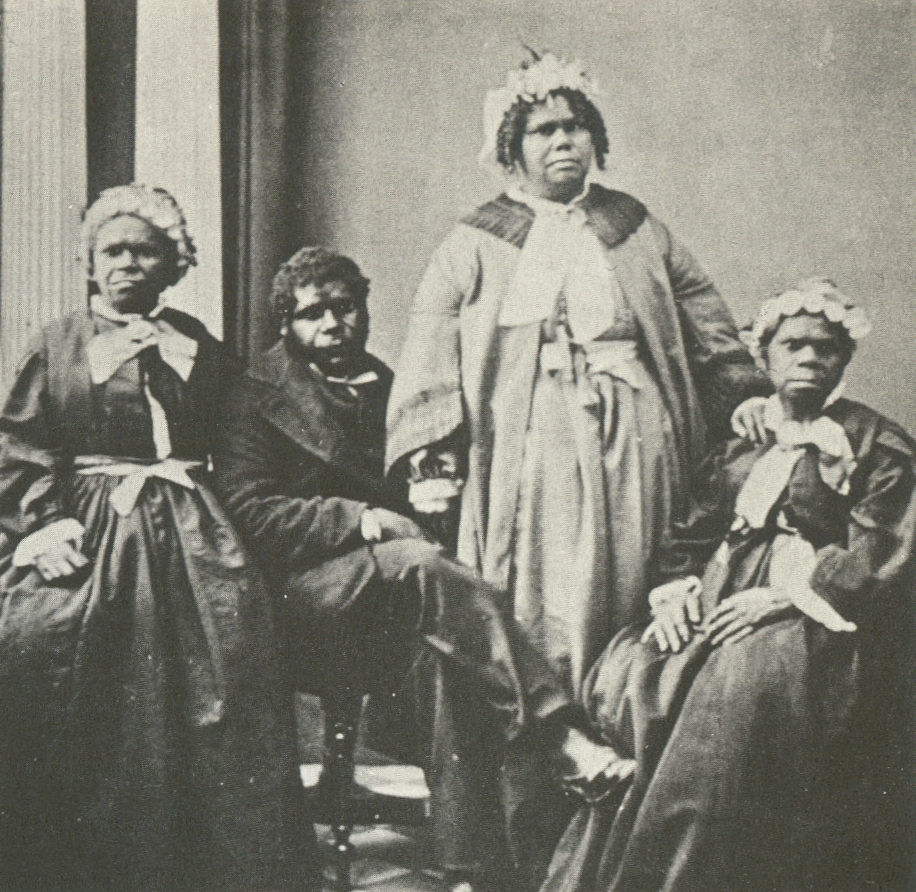
Los cuatro últimos aborígenes de Tasmania. Truganini está sentada a la derecha.

La conquista de la isla de Tasmania, a partir de 1803, fue también motivo de graves y prolongados conflictos a los que se dio el nombre de Black War (Guerra negra). En 1830, después de casi 20 años de guerra, un defensor de los aborígenes, George Augustus Robinson, intervino para salvar el centenar de habitantes aborígenes (de los 6.000 habitantes iniciales) que habían sobrevivido a la masacre, y les trasladó a la Isla Flinders hasta que terminara la guerra. Desterrados y abandonados a su suerte, muchos murieron de epidemias y los escasos supervivientes nunca pudieron regresar a su tierra. Robinson recurrió en un principio a la ayuda de una mediadora aborigen de Tasmania, Truganini, para trasladar a sus congéneres e intentar luego crear un campamento en el continente australiano donde albergar a los refugiados de Tasmania. La Guerra Negra es considerada como un genocidio, dado que llevó a la total extinción de los aborígenes de la isla. Truganini, fallecida en 1876, fue la última superviviente.
Los conflictos continuaron hasta el siglo XX. En 1884, se acabó con la resistencia del pueblo Kalkadoon de Queensland con una masacre de más de 200 personas en Battle Mountain. Otra masacre de aborígenes tuvo lugar en 1928 en Coniston en el Territorio del Norte.
Las cifras de muertes violentas de aborígenes a mano de colonos blancos es aún tema de debate. Algunos historiadores como Henry Reynolds avanzan que pudieron ascender a 10.000 o 20.000 personas. También estiman que las luchas en la frontera hicieron unas 3.000 víctimas entre los colonos blancos.

#### Primeros indicios de integración
Por otro lado, desde los primeros años de la colonización, varios aborígenes se hicieron célebres actuando como intermediarios con los británicos: Baneelon o Bennelong (1764-1813), un eora que fue el primer aborigen que aprendió a escribir en inglés, Bungaree, un diplomático y explorador de la tribu de Broken Bay fallecido en 1830, y Mokare, un noongar fallecido en 1831.
A partir de 1834, los colonos empezaron a recurrir a guías aborígenes para explorar y orientarse en el interior de Australia. Se les utilizaba también para rastrear a los numerosos bandidos, llamados bushrangers, que escapaban a la justicia refugiándose en el interior de las tierras.

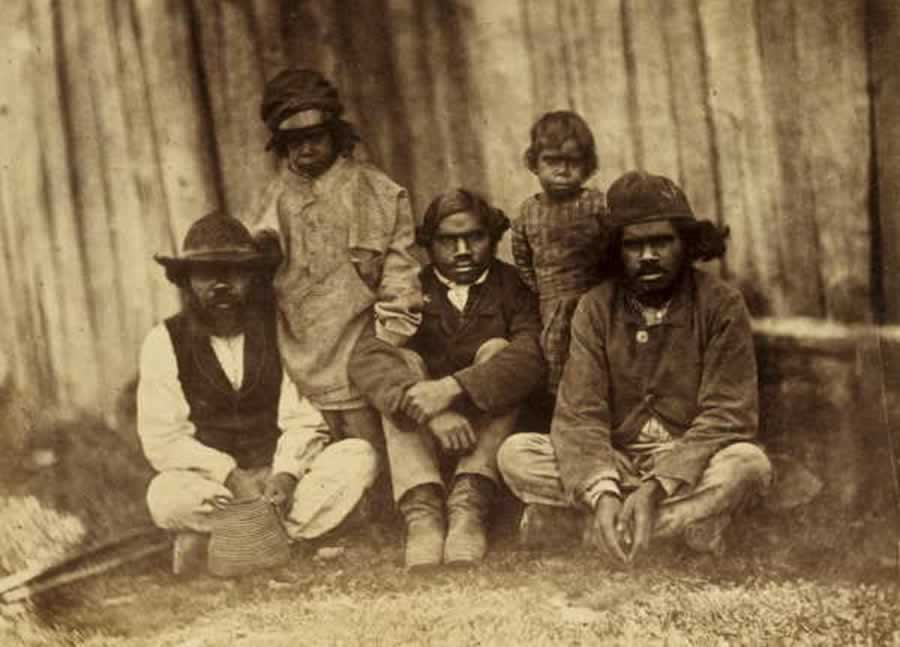
Trabajadores de una granja del Protectorado de Victoria, en 1858.

En 1838, a consecuencias de un informe elaborado a petición de la Cámara de los Comunes sobre la grave situación de los aborígenes, el Secretario británico a la Guerra y las Colonias recomendó el nombramiento de "Protectores de los Aborígenes" (Protector of Aborigines), que gobernarían unas zonas llamadas Protectorados. El primer Jefe Protector de los aborígenes fue George Augustus Robinson. Los Protectores tenían que aprender el idioma de los aborígenes viviendo en su Protectorado, y debían velar porque no se violasen sus pocos derechos ni se les expoliase. Desempeñaban también un papel crucial en la integración de los aborígenes en la sociedad colonial. Esta figura, que existió hasta 1970, ha sido muy controvertida debido al excesivo control que han ejercido sobre los aborígenes y sus bienes, y debido a su poca efectividad.
A partir de la década de 1860, con el auge de los estudios antropológicos, se dieron muchos casos de investigadores internacionales que desenterraron cráneos y esqueletos aborígenes, particularmente en la isla de Tasmania, para su estudio y posterior exhibición en museos europeos. Desde finales del siglo XX, se están llevando a cabo campañas reclamando la devolución de esos cuerpos a su lugar de origen para darles una sepultura digna.

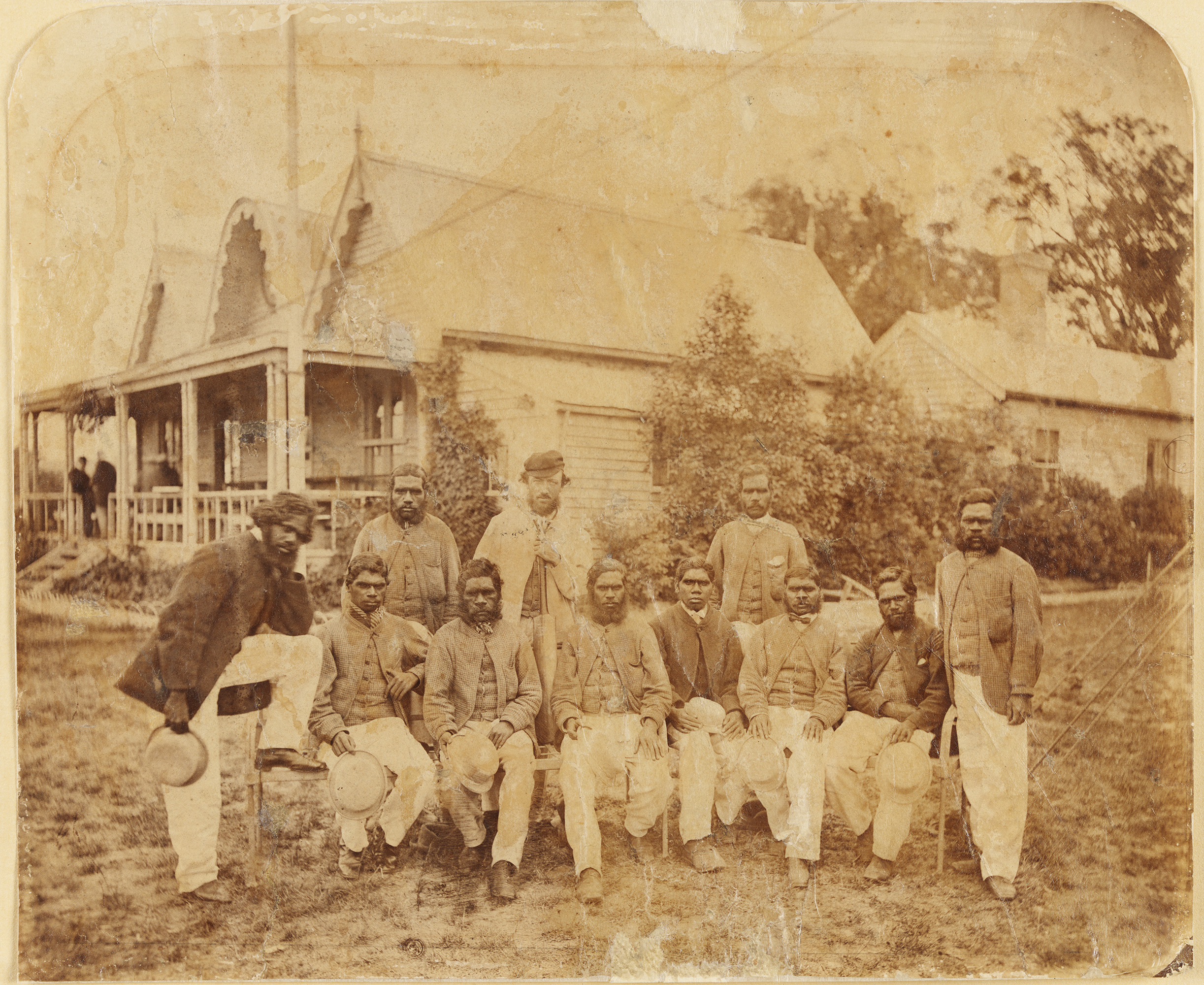
El primer equipo de críquet australiano que viajó al extranjero era exclusivamente aborigen. Aquí en 1867.

Los pueblos aborígenes se vieron relegados a los lugares más inhóspitos del país, viviendo en reservas o refugiados en misiones donde se les proporcionaba comida y ropa. Algunas misiones abrieron escuelas para indígenas y orfanatos. La implantación de nuevas granjas ganaderas y zonas de pastos fue en un principio motivo de ataques y de conflictos, hasta que con el tiempo los ganaderos empezaron a emplear a los aborígenes como pastores y vigilantes del ganado. Privados de sus medios tradicionales de subsistencia, los aborígenes tuvieron que depender cada vez más de los colonos.
En aquella época, los trabajadores aborígenes de las granjas empezaron a practicar el críquet, deporte en el que destacaban por sus habilidades físicas. En una época en la que casi no había encuentros deportivos internacionales, el primer equipo australiano de críquet en viajar a Inglaterra fue un equipo enteramente compuesto de jugadores aborígenes, en 1868.
A partir de 1850, las colonias australianas fueron adquiriendo paulatinamente un sistema de autogobierno, y los estados de Australia del Sur, Nueva Gales del Sur, Victoria y Tasmania concedieron el derecho a voto a todos los hombres de más de 21 años, incluyendo a los aborígenes, aunque no se les animaba a inscribirse en las listas electorales. En los Territorios del Norte, Queensland y Australia Occidental, se les negó el derecho de voto.

### sigloXX
A principios de la década de 1920, se estima que la población aborigen australiana se había reducido a entre 50.000 y 90.000 personas, y el sentir general entre la población europea era que estaban abocados a desaparecer. A pesar del impacto de los asentamientos y del modo de vida europeos, algunas comunidades aborígenes que permanecían aisladas en regiones remotas sobrevivieron manteniendo su forma tradicional de vida hasta muy entrado el siglo XX. Por otro lado, su inmunidad frente a las enfermedades había mejorado, por lo que la tasa de natalidad aborigen empezó a volver a subir a partir de los años 1930.
Al iniciarse el siglo XX, la mayoría de los aborígenes vivían en reservas y en zonas controladas, y sus desplazamientos estaban limitados por ley. Tenían pocas posibilidades laborales y seguían empleándose en las explotaciones agrícolas donde no percibían sueldo (en algunos casos se les daba una pequeña compensación) y recibían comida, ropa y alojamiento a cambio de su trabajo.
En 1901, Australia se constituyó en federación y la Constitución del Commonwealth entró en vigor. El Commonwealth Franchise Act, aprobado en 1902, negó el derecho de voto a los aborígenes a no ser que hubiesen estado inscritos en las listas electorales de un estado antes de 1901, lo que dejaba fuera a la inmensa mayoría. A partir de 1915 se les permitió votar con limitaciones en algunos estados, pero sus pocos derechos civiles varían mucho de un estado a otro.
En los años 1932-1934, una serie de asesinatos en legitima defensa perpetrados por aborígenes del Territorio del Norte, así como sus juicios correspondientes, marcaron un giro en las relaciones entre aborígenes y no aborígenes. Conocidos como Crisis de Caledon Bay, esos acontecimientos y sobre todo su desenlace supusieron un alivio pasajero en las tensas relaciones entre ambas comunidades.
Es en esa misma década que las luchas a favor de los derechos civiles de los aborígenes empezaron a tomar cierta relevancia. En 1938, con motivo del 150 aniversario del desembarco de la First Fleet, el movimiento Aborigines Advancement League (AAL) (Liga por el Adelanto de los Aborígenes), fundado por el futbolista de etnia Yorta Yorta, Douglas Nicholls, organizó una manifestación para celebrar lo que llamaron Day of Mourning (Día de Luto), e hizo un llamamiento a favor de los derechos civiles de los aborígenes. A partir de los años 1940, el profesor A. P. Elkin y varias asociaciones australianas pro derechos civiles intensificaron sus campañas para que mejoraran las condiciones de vida de los aborígenes y consiguieron el derecho al voto en todo el territorio nacional.
En la Primera y la Segunda Guerra Mundial, muchos aborígenes se habían alistado en el ejército a pesar de que existieron limitaciones a su alistamiento hasta 1917. En 1949, se otorgó la nacionalidad australiana a los pocos excombatientes aborígenes, pero en aquella época los aborígenes de Queensland, Territorios del Norte y Australia Occidental seguían sin poder votar.

#### De los años 1960 hacia la reconciliación
La década de 1960 marca un punto de inflexión en la recuperación por los aborígenes australianos de sus derechos civiles más básicos. En 1962, la legislación de la Commonwealth dio el derecho de voto a los aborígenes, y en 1967 se aprobó por referéndum dos enmiendas a la Constitución australiana por las que ya no se hacían distinciones entre los aborígenes y la población de otro origen. El referéndum fue aprobado con 90,77% de los votos. De ahora en adelante toda ley aprobada en Australia les concerniría a ellos también, y se les iba a tener en cuenta a la hora de establecer el censo electoral.
En 1971 Neville Bonner, elegido por el Estado de Queensland en las filas del partido liberal, se convirtió en el primer senador aborigen. En 1976, Sir Douglas Nicholls fue nombrado gobernador de Australia del Sur, lo que le convirtió en el primer aborigen en ocupar un cargo gubernativo.
Es en esa década que las reivindicaciones aborígenes empezaron a centrarse en el tema de las tierras que les fueron arrebatadas en contra de su voluntad. En 1972, un grupo de activistas plantó la tienda de la embajada aborigen delante del Parlamento de Camberra, en protesta por la negativa del gobierno del entonces primer ministro MacMahon a reconocer los derechos ancestrales de los aborígenes sobre sus tierras. Esa embajada estuvo instalada de forma intermitente hasta 1992, fecha a partir de la cual la tienda ha sido montada permanentemente en los jardines del Parlamento.
En 1992, la Corte Suprema de Australia dictó una sentencia de gran relevancia jurídica en el Caso Mabo, en el que unos isleños del estrecho de Torres reclamaban la propiedad de sus tierras robadas. La Corte declaró como no válido el concepto de Terra Nullius aplicado hasta ahora.
Al entrar en el siglo XXI, fueron los propios australianos los que dieron un paso más hacia la reconciliación con los aborígenes. En 2001, el primer ministro australiano, John Howard, propuso una Moción de Reconciliación al Parlamento nacional, describiendo "el maltrato hacia los indígenas australianos como el capítulo más sombrío de la historia de Australia". La moción fue aprobada en 2007, cuando el gobierno de Kevin Rudd presentó oficialmente "disculpas nacionales" a los aborígenes.
Al año siguiente, el mismo primer ministro presentó disculpas a las Generaciones robadas aborígenes, en nombre del gobierno australiano.
Durante aquel período la población aborigen también empezó a crecer y recuperarse, haciéndose insuficientes los escasos recursos y tierras que poseían, si en 1971 eran 115.953 diez años después crecieron a 159.897 y en 1996 eran ya 352.763 nativos.

## Los aborígenes australianos en elsigloXXI

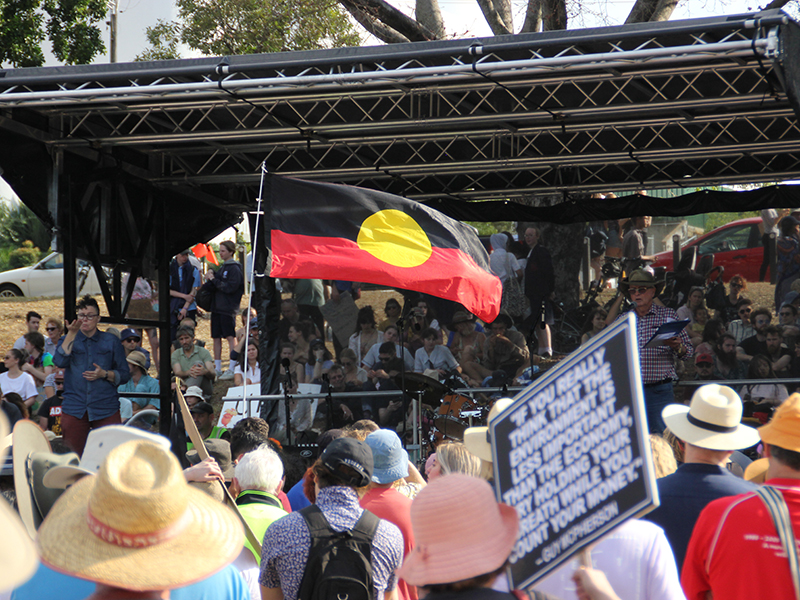
La bandera rojinegra con un disco dorado en el centro se considera la enseña de los aborígenes australianos y fue diseñada en 1972 por el artista aborigen Harold Thomas.

Las comunidades indígenas australianas (aborígenes e isleños del estrecho de Torres) presentan graves deficiencias sanitarias y económicas, y los indicadores sociales les colocan en posiciones inferiores en lo que respecta a la salud, la educación, el empleo, la pobreza y la delincuencia.
En 2004, el entonces primer ministro, John Howard, estableció una serie de contratos con las comunidades aborígenes en los que se les concedía apoyos económicos sustanciales a cambio de una serie de compromisos, como la escolarización de los niños. Estos contratos se conocen como Shared Responsibility Agreements (Contratos de Responsabilidad Compartida). Marcan un giro en la política aborigen que ha pasado de la "autodeterminación" sobre los temas de su comunidad a la "obligación mutua" con las comunidades no aborígenas. Algunos sectores han calificado esos acuerdos como "acuerdos paternalistas y dictatoriales". El concepto de "obligación mutua" ha sido introducido recientemente y se aplica a todos los australianos beneficiarios de la asistencia social y sanitaria, sin distinción de sus orígenes, siempre que no sean discapacitados ni ancianos.
Las estadísticas publicadas por el gobierno de Australia reúnen a los aborígenes y a los isleños del estrecho de Torres bajo la denominación "indígenas australianos". Las cifras se refieren por lo tanto al conjunto de los habitantes autóctonos de Australia, excepto cuando se especifique lo contrario.
En 2013, el pueblo Murrawarri autoproclamó la independencia de la República Murrawarri, en territorios ubicados en el límite entre los estados de Nueva Gales del Sur y  Queensland. La declaración no fue reconocida por el gobierno australiano.

### Demografía

#### Repartición geográfica
En 2006, un tercio de los indígenas vivían en las principales ciudades australianas (32% o 165.800 personas). 45% se repartían entre las regiones continentales y los territorios insulares, y cerca de 25% vivían en las regiones desérticas del interior, llamadas "remotas" o "muy remotas".
Según datos estadísticos de 2006, Nueva Gales del Sur concentraba la mayor proporción de la población indígena (152.700 personas), seguida de Queensland (144.900 personas). El Territorio de la Capital Australiana, Camberra y sus alrededores, era el que menos indígenas albergaba (4300 personas). En el Territorio del Norte, 30% de la población era indígena.

#### Edad media y esperanza de vida
La población indígena de Australia es mucho más joven que la población no indígena, debido a sus mayores tasas de mortalidad y de nacimientos. La edad media estimada es de 21 años para los indígenas y de 37 años para los no indígenas. Por ese motivo, se introducen a menudo factores correctores (age standardization) a la hora de comparar estadísticas sobre ambas poblaciones.
Resulta también difícil cuantificar la esperanza de vida de los indígenas con precisión, dado que faltan datos acerca del número exacto de muertes. La oficina de estadísticas australianas cambió por ese motivo los métodos de análisis de los datos recogidos, y avisa de que no se pueden comparar las últimas cifras publicadas con las publicadas en ediciones anteriores. En 2009, la esperanza de vida se estimaba en 67,2 años para los hombres (11,5 años menos que para los hombres no indígenas) y en 72,9 años para las mujeres (9,7 años menos que para las mujeres no indígenas).

### Salud y Educación
Debido a la falta de acceso a la asistencia sanitaria, los aborígenes están más afectados por problemas de salud. Además, factores como pobreza, educación insuficiente, abuso de drogas, poco acceso a instalaciones sanitarias en zonas aisladas y presión cultural (que resulta en muy poca comunicación entre comunidades indígenas y trabajadores sanitarios) implican una desigualdad con respecto a la esperanza de vida. A su vez los aborígenes reciben ayuda del Gobierno, el cual les otorga vivienda y una ayuda económica para subsistir, además existen numerosos programas implementados en pequeñas y grandes empresas para emplear específicamente a los aborígenes, Por otro lado las universidades y Tafes otorgan un gran número de becas para que cualquier miembro de la comunidad indígena estudie gratuitamente, prácticamente tienen un trabajo asegurado al terminar sus estudios.Gobiernos federales consecutivos han respondido a estos problemas con la implementación de programas como por ejemplo la Oficina de Salud de Aborígenes y Isleños de Torres Strait (OATSIH), lo que implica más asistencia sanitaria entre las comunidades indígenas, pero los problemas todavía están vigentes.

### Criminalidad y encarcelamiento
Los jóvenes indígenas tienen 22 veces más posibilidades de ser detenidos o perseguidos judicialmente que el resto de los jóvenes australianos, según un informe publicado por el gobierno australiano en mayo de 2020. Los indígenas australianos representan el 30 por ciento de la población carcelaria aunque sólo son el 3 por ciento de la población australiana.
En 2002, fueron dos veces más frecuentemente víctimas de agresiones violentas que los no indígenas. En el año 2001 un 24% de la población indígena denunció ser víctima de violencia. En junio de 2004 un 21% de los prisioneros eran indígenas. Hay informes frecuentes de violencia doméstica y disturbios en las comunidades.

### Abuso de drogas
Muchas comunidades indígenas sufren gran cantidad de problemas sociales, sanitarios y legales asociados con el abuso de drogas legales e ilegales.
En 2007 una encuesta de la Estrategia Nacional de Drogas informó de que los indígenas se abstienen más de alcohol que los no indígenas (un 23,4% vs. un 16,8%), pero si consumen alcohol están más en peligro de beber a nivel muy elevado (un 27,4% vs. un 20,1%)
Para luchar contra este problema se ha intentado implementar una serie de programas de prevención y mitigación del abuso de alcohol. Muchos de estos programas han sido iniciados por las comunidades mismas. Las estrategias incluyen declaraciones de “Zonas sin alcohol” entre comunidades indígenas, prohibiciones y restricciones de acceso a puntos de venta y colaboración ciudadana. Aunque en algunas comunidades han disminuido los problemas conectados con el alcoholismo, para otras todavía es un problema actual.
Otro problema es la inhalación de petróleo entre algunas comunidades aisladas.

### El conflicto territorial
El principio de “terra nullius” siguió vigente en Australia hasta ser derogado en el juicio histórico Caso Mabo en 1992. Dicho principio, que establecía que la tierra en Australia estaba desocupada antes de la llegada de los colonizadores británicos, fue la herramienta de la que se valieron los sucesivos gobiernos coloniales para arrebatar a los aborígenes sus territorios ancestrales. La pérdida de su tierra tuvo consecuencias devastadores a nivel social, cultural y psicológico para los aborígenes, y a pesar del veredicto favorable a la recuperación de su propiedad, siguen sin devolverles gran parte de sus territorios. Sin embargo, "la opinión dominante no es que los aborígenes son un pueblo desposeído, (...) sino que se considera que muchos de ellos son borrachos violentos y que en su mayoría no pueden ayudarse a sí mismos."